# Арбогаст, Тьерри
Тьерри́ Арбога́ст (фр. Thierry Arbogast; род. 24 января 1957, Париж,  Франция) — французский кинооператор, трёхкратный лауреат премии «Сезар».

## Биография
В отличие от большинства коллег, не получил кинематографического образования. Начинал как ассистент оператора. В 1983 году впервые работал в полнометражном фильме как оператор. Получил известность, работая с режиссёром Люком Бессоном. Первый их совместный фильм — «Её звали Никита» (1990). В дальнейшем Арбогаст работал практически во всех фильмах Бессона, в том числе англоязычных (первый фильм Арбогаста на английском языке — «Леон»).
За работу в фильме Жана-Поля Раппно «Гусар на крыше» (1995) Арбогаст был впервые удостоен премии «Сезар». В 1997 году Арбогаст работал в фантастическом фильме Бессона «Пятый элемент» (и второй раз был удостоен «Сезара»). К тому же году относится первое появление Арбогаста в фильме голливудского режиссёра («Она прекрасна» Ника Кассаветиса). Этот фильм принёс Арбогасту техническое гран-при Каннского кинофестиваля.
После этого Арбогаст работал как в Голливуде, так и во Франции, продолжая сотрудничество с Люком Бессоном и другими режиссёрами. Изредка Арбогаст работает в фильмах не французских европейцев (Эмир Кустурица и Владо Цветановский).

## Фильмография

### Оператор
- 1983 — Рок-н-Тора
- 1986 — Страж ночи
- 1987 — Шурин
- 1988 — Сказка ветра
- 1990 — Никита
- 1991 — Я не целуюсь
- 1992 — Дочь воздуха
- 1994 — Леон
- 1995 — Гусар на крыше
- 1996 — Квартира
- 1996 — Насмешка
- 1997 — Она прекрасна
- 1997 — Пятый элемент
- 1998 — Чёрная кошка, белый кот
- 1999 — Жанна д’Арк
- 1999 — Командир эскадрильи
- 2000 — Багровые реки
- 2000 — Дансер
- 2000 — Женщина сверху
- 2002 — Роковая женщина
- 2003 — Бон вояж!
- 2004 — Женщина-кошка
- 2005 — Ангел-А
- 2006 — Артур и минипуты
- 2006 — Бандитки
- 2008 — Астерикс на Олимпийских играх
- 2008 — Вавилон нашей эры
- 2009 — Артур и месть Урдалака
- 2009 — Человеческий зверинец
- 2009 — Миссионер
- 2009 — Последний романтик планеты Земля
- 2010 — Артур и война двух миров
- 2010 — Необычайные приключения Адель
- 2010 — Сердцеед
- 2011 — Леди
- 2011 — Неотделимый
- 2012 — Жизнь другой
- 2013 — Малавита
- 2014 — Люси
- 2017 — Валериан и город тысячи планет
- 2018 — Полина
- 2018 — Анна
- 2019 — Последний шаг